# Гинц, Георгий Евстафьевич
Георгий Евстафьевич (Григорий Евграфович)  Гинц (1879 — ? не ранее 1955) — русский архитектор, редактор Архитектурно-художественного еженедельника (1914—1917).

## Биография
Окончил Высшее художественное училище при Императорской Академии художеств (1904 год). В студенческие годы вместе с друзьями (В. Щуко, Н. и Е. Лансере, Н. Соколовым, А. Таманяном, Е. Шретером) организовал архитектурный кружок, изучал здания Петербурга, делал их зарисовки и обмеры.
По адресным книгам Петербурга проходит именно как Григорий Евграфович.
Работал в Санкт-Петербурге и в Москве. После 1920 года — эмигрировал, жил в Турции, США, позже — в Уругвае. В Уругвае работал в управлении железных дорог и занимался преподавательской деятельностью.

## Проекты в Санкт-Петербурге
- 2-й Муринский проспект, 12, корпус 3 1913 год[2] (по другим данным 1911-1912 год[3]). Здание больницы В. Б. Перовской для бедных (была известна в народе как Ольгин приют). В соавторстве с В. И. Ван-дер-Гюхтом. Больница была построена на собственные средства В. В. Перовской.
- 15-я линия, д.№ 86 — доходный дом. 1913.
- Гаванская улица, 26 — пятиэтажный дом А. М. Кузьминой. 1906
- Ольгино, Полевая, 13, 15, Надеждинская (ныне ул. Коммунаров), 12[4]. Там архитектор построил сразу три дома, два для себя и один для сдачи дачникам в аренду.